# Дворац Франкенштајн
Дворац Франкенштајн је рушевина дворца који се налази на врху брда Оденвалда у близини града Дармштата у Немачкој. Овај дворац је можда био инсприрација да Мери Шели напише роман Франкенштајн или модерни Прометеј.

## Локација
Дворац се налази у јужном делу Немачке савезне државе Хесен на висини од 370 метара. Познат је по својим виноградима и по својој клими.

## Значење имена
Франкенштајн је немачки назив који се састоји од две речи: Frank што значи племе и stein што значи камен. Реч Frankenstein се често користи у именима пејзажа.

## Чудовиште
Године 1673. је у дворцу рођен научник Јохан Конрад Дипел. Он је много пута хтео да купи овај дворац али то није успео. У дворцу је имао своју лабораторију у којој је изводио чудне експерименте. Једном приликом је у лабораторији експлодирао напитак за који је он мислио да ће му продужити живот до 130 године. Када се десила експлозија много је људи мислило да је ту експлозију направило чудовиште које је он створио. Многи и данас мисле да у близини дворца живи чудовиште које је он створио. Дворац је данас везан и за многе друге легенде јер је ту умрла породица Франкенштајн једна од угледнијих породица Немачке. Не зна се да ли је ово истина, али прича се тамо живе духови и да се тамо виде паранормална дешавања попут отваранја прозора усред ноћи итд.

## Дворац ресторан
У касније уређеном делу дворца, налази се ресторан са панорамском терасом, која је отворена после пет година реконструкције 9. септембра 1970.